# Isufién
Isufién (en árabe: إصوفيين‎, en francés: Issoufiyène) es una localidad marroquí perteneciente al municipio de Tifaruén, en la región de Tánger-Tetuán-Alhucemas. Desde 1912 hasta 1956 perteneció a la zona norte del Protectorado español de Marruecos.